# Guido II di Spoleto
Guido da Spoleto (Spoleto, 855 – Taro, novembre 894) è stato re di Italia (889-894) e imperatore (891-894).
È talvolta citato con altri numerali, in quanto fu primo imperatore e re d'Italia del suo nome, secondo della dinastia dei Guidonidi (e a quest'ordine fa riferimento il numerale qui usato) e terzo duca di Spoleto a nome Guido. La sua identità è in particolare confusa con quella di Guido III di Spoleto, suo nipote e predecessore al ducato.

## Biografia

### Gioventù
Figlio secondogenito di Guido I, duca di Spoleto e Itta, figlia di Sicone I di Benevento, apparteneva al potente lignaggio dei Guidonidi, imparentati con la dinastia Carolingia tramite Adelaide di Lombardia, figlia di Pipino d'Italia e nonna di Guido.
Guido passò la sua gioventù accanto al fratello maggiore Lamberto I, che nel febbraio 860 aveva ereditato il ducato di Spoleto. Negli anni seguenti i fratelli furono protagonisti di numerosi atti di ribellione contro l'imperatore Ludovico II d'Italia, che culminarono il 13 dicembre 867 con il saccheggio di Roma nel mezzo della consacrazione pontificia di Adriano II. Perdonato numerose volte, Lamberto fu definitivamente deposto nell'871 e sostituito come duca da Suppone III. Lamberto, e presumibilmente suo fratello Guido, si recarono a Benevento sotto la protezione del principe Adelchi: fu probabilmente in questo periodo che Guido sposò la sorella di Adelchi, Ageltrude.
Dopo la morte di Ludovico II, i fratelli Lamberto e Guido si recarono presso il suo successore Carlo il Calvo e ottennero il perdono imperiale: Lamberto fu ricostituito come duca di Spoleto, e Guido ottenne il titolo di marchese di Camerino, governando un territorio che si estendeva ad est dell'Appennino, grossomodo tra Ancona e Chieti.

### Marchese di Camerino e duca di Spoleto
Nell'880 Lamberto morì assediando Capua e gli succedette come duca il figlio Guido III di Spoleto. Negli anni seguenti i Guidoni vennero nuovamente in conflitto con il papa, questa volta Giovanni VIII, che li accusò di minacciare Roma e occupare terre che spettavano alla Chiesa. La questione fu giudicata nell'882 dall'imperatore Carlo il Grosso, che diede ragione al papa: i Guidoni promisero di restituire le terre al pontefice e vennero perdonati, ma in seguito non adempirono mai all'impegno. L'anno seguente Guido III fu accusato di fellonia e l'imperatore gli mandò contro un esercito guidato da Berengario del Friuli: Guido II combatté accanto al nipote, e l'esercito imperiale fu costretto a ritirarsi in seguito a un'epidemia scoppiata in quell'estate. Forse a seguito della stessa epidemia Guido III venne a morte ed essendo suo figlio Guido IV di Spoleto troppo giovane per assumere il potere, Guido II assunse anche il titolo ducale.
Il 7 gennaio 885 Guido, minacciato da un nuovo esercito imperiale comandato da Berengario e da Arnolfo re di Baviera, si presentò a Pavia e chiese perdono all'imperatore, ottenendolo. Nello stesso anno allacciò rapporti amichevoli col nuovo papa Stefano V, di cui si fece difensore contro i Saraceni al punto da essere chiamato da questi "figlio spirituale". Nello stesso anno Guido occupò Benevento, sottraendola al cognato Aio, ma ne fu espulso poco dopo da una rivolta.

### Re d'Italia e Imperatore

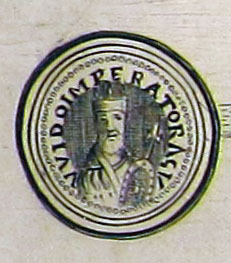
Sigillo di re Guido

Alla deposizione di Carlo il Grosso da parte di Arnolfo (novembre 887), nell'assenza di eredi legittimi, in virtù del suo sangue carolingio fu invitato nel regno dei Franchi Occidentali da Folco il Venerabile, arcivescovo di Reims e suo parente, perché reclamasse la corona di quel regno. Pare che Guido si accordasse con Berengario del Friuli, lasciandogli la corona d'Italia in un'alleanza contro Arnolfo: tuttavia Guido, incoronato a Langres nel marzo 888, si trovò come avversario Oddone, conte di Parigi e verso la fine dell'anno fu costretto a ritirarsi con i suoi partigiani. Giunto in Italia, contestò quindi la corona a Berengario, supportato da Adalberto II, marchese di Tuscia e marito di sua sorella Rotilde.
Gli eserciti dei due avversari si scontrarono presso Brescia alla fine dell'888 e sul fiume Trebbia poco dopo l'Epifania dell'889, e Guido risultò vincitore, ricevendo la Corona ferrea a Pavia, nella basilica di San Michele il 16 febbraio 889. Non riuscì tuttavia a sconfiggere definitivamente Berengario, che rimase in possesso della marca del Friuli e cercò alleanza con Arnolfo. In questo periodo egli restituì al nipote Guido IV, ormai maggiorenne, il ducato di Spoleto che era stato di suo padre.
Il 21 febbraio 891 Guido II fu incoronato imperatore a Roma da Stefano V: fu il primo imperatore non disceso direttamente da Carlo Magno. Come motto adottò Renovatio Regni Francorum, mirando a stabilire evidentemente una nuova dinastia ed unire l'Impero sotto il suo potere. L'anno stesso tuttavia venne a morte papa Stefano V e gli venne eletto come successore Formoso, suo avversario da molti anni e di simpatie germaniche. Formoso rifiutò di incoronare co-imperatore Lamberto, figlio di Guido II, ma venne obbligato da quest'ultimo. A questo punto Formoso, insieme a Berengario del Friuli, si impegnò perché Arnolfo attraversasse le Alpi e abbattesse il potere di Guido. Guido a sua volta tentò, tramite Folco il Venerabile, un'alleanza con Carlo il Semplice, re dei Franchi Occidentali, che però non gli giovò.
Una prima spedizione tedesca scese in Italia nell'estate dell'893, ma fallì nel conquistare Pavia. Arnolfo quindi guidò personalmente una seconda spedizione all'inizio dell'894: la sua efferata devastazione di Bergamo gettò nel panico le forze di Guido che si ritirò a Spoleto, mentre Milano e Pavia si arrendevano all'invasore. Arnolfo e le sue forze, minacciate dal cattivo tempo invernale che bloccava i passi montani, e non fidandosi di lasciarsi alle spalle Berengario, abbandonarono l'Italia dopo poche settimane e Guidò riconquistò rapidamente tutte le città perdute. Morì improvvisamente nel novembre di quell'anno sul fiume Taro, tra Piacenza e Parma. Venne sepolto a Parma nella chiesa di Santa Maria, presso l'altare di San Remigio, chiesa oggi non più esistente. All’interno di un isolato corrispondente grosso modo all'odierna piazza Duomo venne costruita una grande basilica presumibilmente a tre navate, con pavimentazioni a mosaico ed arredi marmorei.
Come erede gli succedette il figlio Lamberto, già incoronato re e imperatore, sotto la tutela della madre Ageltrude.